# Martina Weber (Palynologin)
Martina Weber ist eine österreichische forensische Palynologin.

## Leben
Webers Eltern sind beide Lehrer. Sie wuchs in Lebenbrunn im Burgenland auf.
Weber studierte von 1974 bis 1979 Biologie und Haushalts- und Ernährungswissenschaften auf Lehramt an der Universität Wien. 1980 erfolgte dort die Sponsion zum Mag. rer. nat. 1984 wurde sie bei Karl Carniel mit dem Thema Entstehung und Ultrastruktur der männlichen Gameten – Spermazellen – bei einigen Angiospermen zum Dr. rer. nat. promoviert.
Von 1981 bis 1987 war sie als Technische Assistentin in der Abteilung für Elektronenmikroskopie und Palynologie der Universität Wien tätig. 1987 folgte die Anstellung als Universitätsassistentin am dortigen Institut für Botanik. 1996 wurde Weber habilitiert. Daraufhin war sie bis 2021 als außerordentliche Universitätsprofessorin an der Universität Wien tätig. Seit 2021 ist sie dort als freie wissenschaftliche Mitarbeiterin beschäftigt.

## Wirken
Weber hat insbesondere durch ihre Mitwirkung an der Lösung von Cold-Case-Ermittlungen anhand der Analyse von Pollen Bekanntheit erlangt. Sie war maßgeblich an der Entwicklung der Pollendatenbank PalDat beteiligt.

## Schriften (Auswahl)
- Entstehung und Ultrastruktur der männlichen Gameten – Spermazellen – bei einigen Angiospermen, Diss., Wien 1984.
- (mit Michel Fleck und Anton Igersheim): Mikroskopie und Mikrokosmos im Alltag, Österreichischer Bundesverlag Schulbuch, 2006.
- (mit Michel Fleck, Reinhold Gayl, Anton Igersheim und Hubert Kopeszki): Basiswissen Biologie 1 – Biologie Compact, Österreichischer Bundesverlag Schulbuch, 2007.
- (mit Michel Fleck, Reinhold Gayl, Anton Igersheim, Hubert Kopeszki und Günther Zmugg): Basiswissen Biologie 2 – Biologie Compact, Österreichischer Bundesverlag Schulbuch, 2007.
- (mit Michel Fleck, Anton Igersheim und Hubert Kopeszki): Basiswissen Biologie 3 – Biologie Compact, Österreichischer Bundesverlag Schulbuch, 2007.
- (mit Michael Hesse, Heidemarie Halbritter, Reinhard Zetter, Ralf Buchner, Andrea Frosch-Radivo und Silvia Ulrich): Pollen Terminology. An illustrated Handbook, Springer Verlag, Wien 2009.